# Jacek Romańczuk
Jacek Zdzisław Romańczuk (ur. 10 lutego 1970 w Warszawie) – polski aktor.

## Życiorys
Przez kilka lat był związany z Teatrem Ochoty w Warszawie. W latach 1983–1988 wystąpił w kilku filmach i kilkunastu przedstawieniach teatralnych, jednak sławę zyskał dzięki serialowi Siedem życzeń z 1985, gdzie wcielił się w rolę Jacka Retmana.
Trenował piłkę nożną, jednak wskutek kontuzji musiał porzucić plany kariery sportowej. Obecnie jest dyrektorem Miejskiego Ośrodka Sportu i Rekreacji w Ząbkach.

## Role
- 1983: Niedzielne igraszki
- 1985: Siedem życzeń – Jacek Retman
- 1987: Sonata marymoncka
- 1988: Pożegnanie cesarzy